# Шамівка (Логойський район)
Шамівка (біл. вёска Шамаўка) — село (веска) в складі Логойського району розташоване в Мінській області Білорусі, підпорядковане Ізбищенській сільській раді.
Село Шамівка розташоване в центральних районах Білорусі, в північній частині Мінської області - орієнтовне розташування [Архівовано 25 серпня 2011 у WebCite].